# Xenia fimbriata
Xenia fimbriata is een zachte koraalsoort uit de familie Xeniidae. De koraalsoort komt uit het geslacht Xenia. Xenia fimbriata werd in 1955 voor het eerst wetenschappelijk beschreven door Utinomi. 